# Peperomia caliginigaudens
Peperomia caliginigaudens är en pepparväxtart som beskrevs av Trel. & Yunck.. Peperomia caliginigaudens ingår i släktet peperomior, och familjen pepparväxter. Inga underarter finns listade i Catalogue of Life.